# Siedmiopalecznik błotny

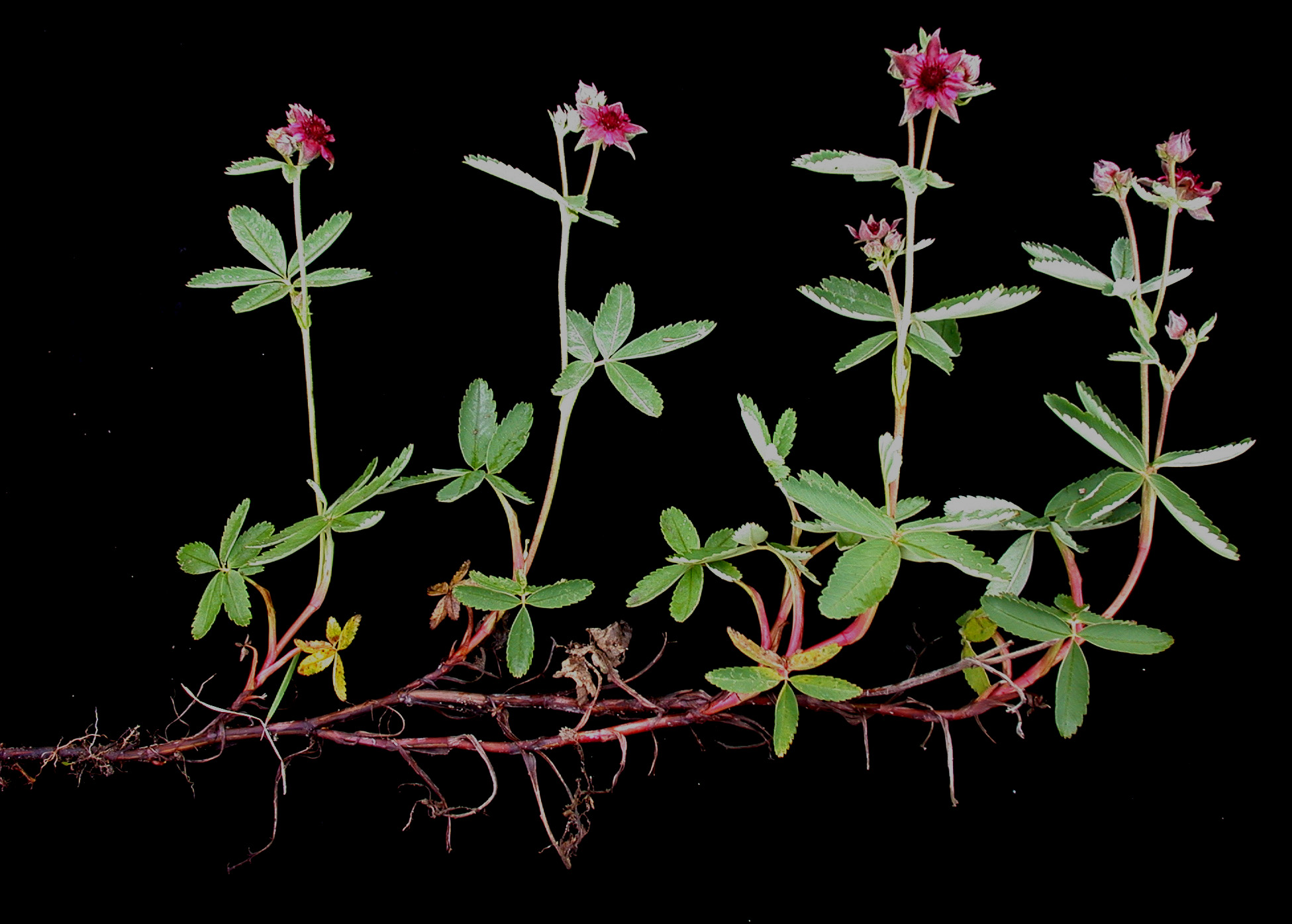
Pokrój rośliny

Siedmiopalecznik błotny (Comarum palustre L.) – gatunek rośliny z rodziny różowatych.

## Rozmieszczenie geograficzne
Występuje w niemal całej Europie, w Azji i Ameryce Północnej. W Polsce jest dość pospolity na niżu, w górach występuje rzadko, tylko w niższych położeniach. W Sudetach i Karpatach znajdują się tylko pojedyncze stanowiska.

## Morfologia
PokrójBylina z pełzającym i bardzo długim, drewniejącym kłączem. Wyrastają z niego pędy w dole podnoszące się, wyżej prosto wzniesione, zarówno płonne jak i kwitnące. Osiągają one od ok. 20 do 90 cm. Łodygi te są słabo rozgałęzione i krótko owłosione (u f. villosum owłosione odstająco i gruczołowato).
LiścieOsadzone na ogonkach osiągających 5–10, czasem do 15 cm długości. Przylistki dolnych liści zrośnięte z ogonkiem (wyglądają jak pochwa liściowa), w górze pędu wolne, szeroko jajowate, z ostrym wierzchołkiem. Blaszki są nieparzysto pierzastozłożone, 5–7-listkowe, tylko najwyższe 3-listkowe. Listki są do siebie zbliżone, krótkoogonkowe lub siedzące. Blaszki listków są sztywne, lancetowate, ostro piłkowane, z wierzchu ciemnozielone, spodem sine. Osiągają od 1,5 do 10 cm długości i do 5 cm szerokości. Listki są na brzegu orzęsione, z wierzchu nagie lub słabo owłosione (f. typicum) lub gęsto przylegająco owłosione (f. subsericeum).
KwiatyZebrane po kilka w luźny podbaldach na szczycie pędu. Wsparte są kieliszkiem składającym się z 5 listków. Są one dwukrotnie krótsze od działek i wąsko lancetowate. Tyle samo członów ma kielich i korona. Działki kielicha są jajowate, na wierzchołku długo zaostrzone, osiągają od 7 do 15 mm długości. W czasie kwitnienia są rozpostarte, a w czasie owocowania wzniesione i wówczas też wydłużają się osiągając do 20 mm długości. Wewnętrzna strona działek jest czerwonopurpurowa, na końcach omszona. Od spodu działki są zielone i owłosione. Płatki korony kwiatowej są dwa razy krótsze niż działki kielicha, lancetowate, na końcu ściągnięte w wąski i ostry wierzchołek. Mają barwę ciemnopurpurową (bledną po przekwitnieniu). Pręciki są ciemnopurpurowe. Szyjki słupków są nitkowate, osadzone są bocznie na zalążniach.
OwoceW czasie owocowania dno kwiatowe staje się gąbczaste, ale nie odpada z osadzonymi na nim owockami – licznymi, drobnymi, nagimi i gładkimi niełupkami.

Kwiat
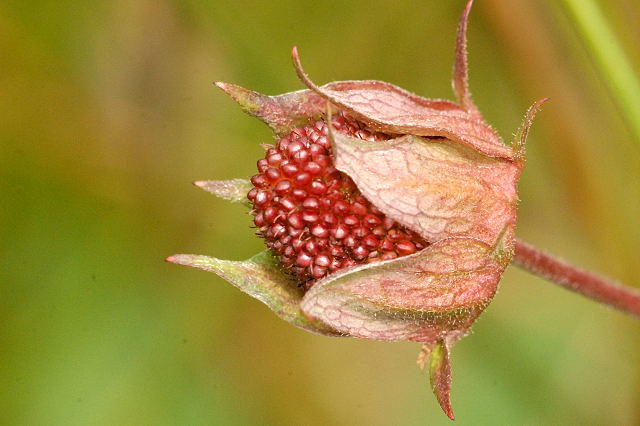
Owoc zbiorowy
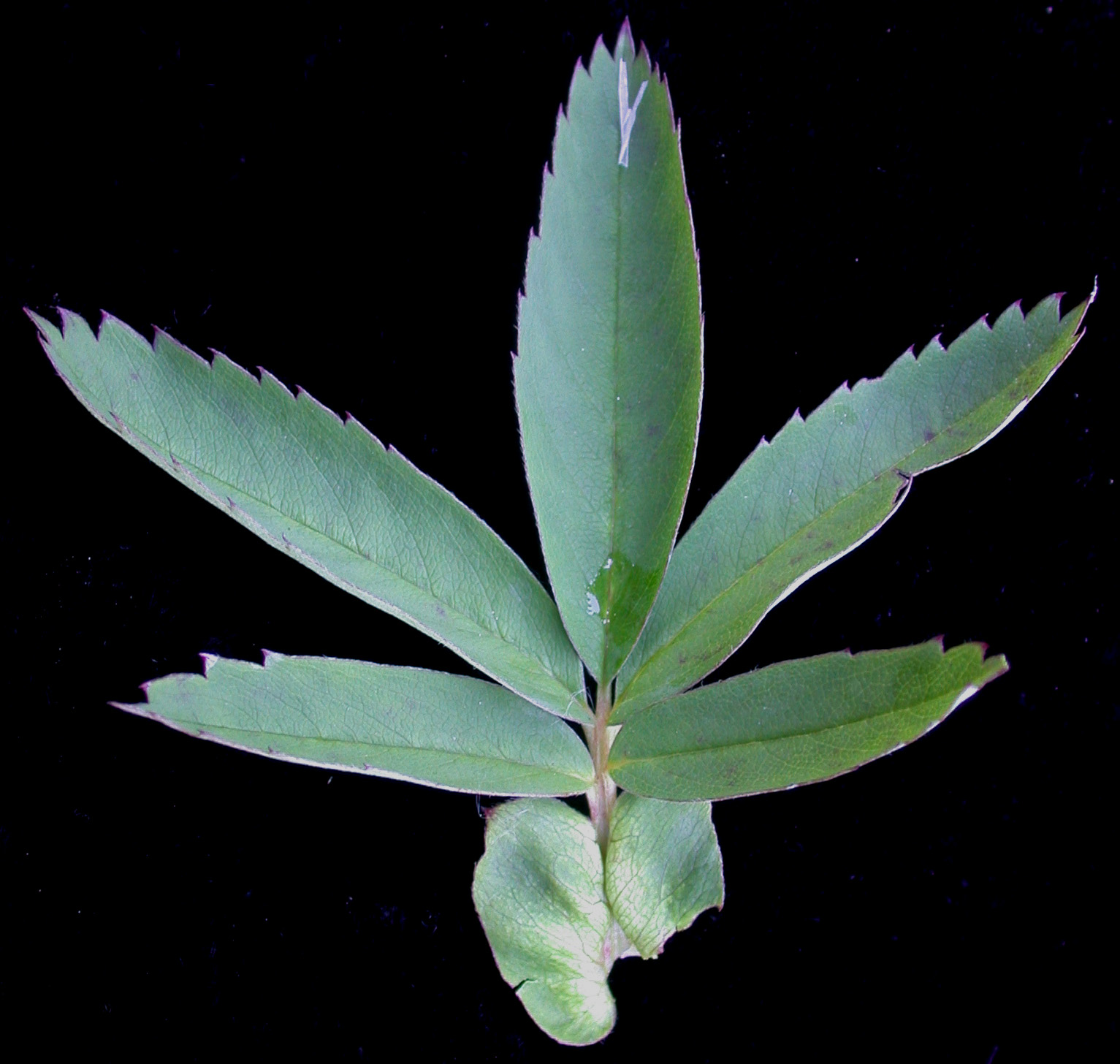
Liść

## Biologia
Bylina lub półkrzew, chamefit. Kwitnie w czerwcu i lipcu. Kwiaty wydzielają nektar i odwiedzane są przez szerokie spektrum gatunków owadów. Kwiaty są protoandryczne – pierwsze rozwijają się pręciki, a następnie słupek. Gdy nie dojdzie do zapylenia krzyżowego w kwiatach może dojść jednak do samozapylenia. Nasiona mogą unosić się na powierzchni wody przez długi czas.
Liczba chromosomów 2n = 28, (35)36, 42, (60, 62, 63)64 – bardzo zmienna i nie powiązana ze zmiennością morfologiczną i geograficzną, bywa różna w obrębie poszczególnych populacji.

## Ekologia
Siedmiopalecznik błotny rośnie na niskich i przejściowych torfowiskach, w wyrobiskach potorfowych, na brzegach oligo- i mezotroficznych jezior oraz na mokrych łąkach. W zbiornikach zasiedla strefę przybrzeżną zwykle do 20 cm głębokości. Związany jest z mokradłami o wodzie ubogiej w substancje odżywcze, przy czym preferuje siedliska lekko lub średnio zasadowe. W przypadku silnie kwaśnych mokradeł, rośnie w miejscach, gdzie docierają wody z zawartością zasadotwórczych minerałów.
W klasyfikacji zbiorowisk roślinnych gatunek charakterystyczny dla klasy (Cl.) Scheuchzerio-Caricetea nigrae i związku zespołów (All.) Caricion lasiocarpae. Często tworzy maty z poprzerastanych kłączy wspólnie z bobrkiem trójlistkowym Menyanthes trifoliata. Poza tym do najczęściej współwystępujących gatunków należą: turzyca dzióbkowata Carex rostrata, turzyca pęcherzykowata Carex vesicaria, skrzyp bagienny Equisetum fluviatile, trzcina pospolita Phragmites australis, przytulia błotna Galium palustre, mięta nadwodna Mentha aquatica. Z mchów towarzyszą mu torfowce Sphagnum tolerujące warunki alkaliczne, a także złocieniec gwiazdkowaty Campylium stellatum, mokradłosz sercowaty Calliergon cordifolium, mokradłoszka zaostrzona Calliergonella cuspidata, czy skorpionowiec brunatnawy Scorpidium scorpioides.
Liście i owoce stanowią pożywienie dla ptaków wodnobłotnych.

## Znaczenie użytkowe
Kłącza siedmiopalecznika były wykorzystywane przez Indian północnoamerykańskich do leczenia dyzenterii i bóli brzucha.